# アイザック・バシェヴィス・シンガー
アイザック・バシェヴィス・シンガー（Isaac Bashevis Singer: イディッシュ表記イツホク・バシェヴィス・ジンゲル:יצחק באַשעװיס זינגערあるいはיצחק בת־שבֿעס זינגער ）（1903年11月11日 - 1991年7月24日）はポーランド生まれのアメリカのノーベル賞作家。イディッシュ作家として初めてノーベル文学賞を受賞した。動物の権利擁護活動家の先駆者としても知られていた。

## 生涯
当時ロシア帝国領だったワルシャワ近郊のラジミンで生まれる。生まれた時の名前はイツェク=ヘルシュ・ジンゲル（Icek-Hersz Zynger）。父は敬虔派（ハシディズム）のラビで、母バトシェバはラビの娘。筆名のバシェヴィスとは、バトシェバの息子という意味である。兄のイズラエル・ジョシュア・シンガー（イディッシュ名イスロエル・イェホイシュエ・ジンゲル）も高名な作家で、弟アイザックに最初の、そして最大の文学的影響を与えた。父はラビであると同時に判事でもあり、ワルシャワの敬虔派ユダヤ教徒の精神的指導者でもあった。
ワルシャワの貧しいユダヤ人街とビウゴライのシュテートルでイディッシュ語に取り巻かれて育ち、1920年、ユダヤ教の神学校に入学したが、やがてビウゴライに戻ってヘブライ語の教師で糊口をしのいだ。ラビを養成する学校での教育は彼に大きな影響を残したが、それと同時に文学にも惹かれており、文壇に迎え入れられることを熱望するようになった。1923年にワルシャワへ移り、兄イズラエルが編集するLiterarische Bleter誌で校正者として働きつつ、兄イズラエルから多大な精神的啓発を受け、また新時代の息吹を吹き込まれた。
1932年、処女作『ゴライの悪魔』をポーランドで上梓して文壇デビューを飾る。中世のイディッシュ年代記に擬したスタイルで、17世紀の贋メシアのシャバタイ・ツヴィを取り巻く出来事を描いた小説である。この作品の登場人物は、シンガーの他の作品の登場人物と同様、運命の気まぐれにしばしば翻弄されつつも、固有の情熱や狂気、偏見、妄執を失わない。後年の作品『奴隷』（1962年）でも17世紀を扱っているが、こちらはユダヤ人男性と非ユダヤ人女性の愛の物語である。
1935年に兄を追って渡米。反ユダヤ主義から逃れる目的もあった。このころ、シンガーは最初の妻ラヘルと離婚。ラヘルは息子イスラエルを連れてモスクワへ、次いでパレスチナへ移った。シンガーはニューヨークに居を定め、イディッシュ紙『フォルヴェルツ（פֿאָרװערטס: 前進）』でジャーナリストとして、またコラムニストとして働き始めた。執筆はほとんどイディッシュ語のみで行い、ヴァルショフスキ（Warszawski、ワルシャワっ子）という筆名を使うこともあった。1940年にドイツ移民アルマ・ハイマン（Alma Heimann）と再婚。1943年に米国の市民権を獲得して正式に米国人となる。今日なお週刊誌として存続している『フォルヴェルツ』紙との縁は、生涯にわたって続いた。

## イディッシュ語の持つ力
1940年代にはヨーロッパから多数のアシュケナジムが移民として米国に渡ったが、これらの移民の間でシンガーの文名は徐々に高まり始めた。イディッシュ語の話し手はホロコーストでほぼ死に絶えてしまったため、第二次世界大戦後になるとイディッシュ語は「死んだ言語」と見なされがちだったが、シンガーはイディッシュ語が持つ力を信じ、イディッシュ語を読みたいと熱望する読者が多数いることを知っていたのである。1979年2月の『エンカウンター』誌のインタビューでシンガーは次のように語っている。すなわちポーランドのユダヤ人はほぼ死に絶えてしまったが「何かが…魂とも呼ぶことのできる何かが…宇宙のどこかにまだ漂っている。これは神秘的な感覚だが、真実はこの感覚の中にあるのだと私は感じている」と。シンガーの文学が過去の偉大なイディッシュ文学の伝統（たとえばショーロム・アレイヘム）に多くを負っていることは疑い得ないが、彼の場合はアプローチの手法が遥かに現代的で、かつアメリカ生活の経験からも大きな影響を受けている点に特色がある。中世のイディッシュ民話から魔術・神秘・伝説などの題材を駆りながらも、そこに現代的なアイロニーを盛り込んでいるところに独創性があるといえよう。これらの主題は、奇妙なものやグロテスクなものとも関連している。
シンガーは18冊の長篇小説をしたため、14冊の童話を出し、無数の回想録や随筆や記事を書いたが、彼の本領は12冊以上にのぼる短篇集にある。英語による最初の短篇集は『馬鹿のギンペル』（1957年）で、表題作は1952年、ソール・ベローによって英訳され、『パルチザン・レビュー』誌に登場した。『フォルヴェルツ』に掲載された短篇は、のちに『父の法廷』（1966年）などの短篇集にまとめられた。この短篇集には「羽の冠」（1973年）、「市場通りのスピノザ」（1961年）、そして実在のイディッシュ俳優ジャック・レヴィをモデルにした「カフカの友人」（1970年）などの名作が収録されている。彼の作品世界は、ゲットーやシュテートルで貧困と迫害の中に生きる東欧のユダヤ人社会に舞台を取り、そこでは盲信や迷信が素朴な信仰や儀式と渾然一体になっている。喜びと苦しみ、粗野と繊細、そこでは全てが混沌としている。野卑で淫らでけばけばしい原色の世界に、英知や諧謔が溶け込んでいるところに魅力があるといえよう。

## 英訳による読者の広がり
1952年のソール・ベローによる翻訳によってアメリカの読者から幅広い関心を集めたことをきっかけに、シンガーの作品は親類や友人らの助けを得て相次いで英訳刊行されることになった。やがて英語で書く作家たちとともにアメリカ・ユダヤ系作家のアンソロジーにも作品が収録されるようにもなり、シンガーはイディッシュ語作家でありつつもアメリカの代表的作家としても認められるようになる。1970年には全米図書賞の児童書部門で、1974年にはその小説部門で受賞を果たし、評価の点でもアメリカの第一線の作家らと肩を並べた。
シンガーの最も重要なテーマの一つに、新旧両世界の価値観のせめぎ合いという問題がある。これは主にシンガーの一族を描いた連作長篇『モスカット家一族』（1950年）、『領地』（1967年）、『財産』（1969年）などに登場するテーマで、時にトーマス・マンの『ブッデンブローク家の人々』にたとえられることがある。これらの作品では、19世紀から第二次世界大戦に至る時代を背景にして、旧家の一族が新しい世代によって分裂し零落する有様を描いている。
1960年代を通じて、シンガーは個人的な倫理の問題を追究し続けた。特に有名な作品は『敵たち、ある愛の物語』で、映画化もされている(邦題『敵、ある愛の物語』、監督:ポール・マザースキー、制作:1989年)。これは、ホロコーストのある生き残りが、いかに己の欲望や複雑な家族関係と向き合い、信仰を失うかを描いた物語である。もう一つの作品・短編『イェントル、イェシーバーの少年』はフェミニスト小説で、ミュージカル映画化されており（邦題『愛のイエントル』、監督・主演:バーブラ・ストライサンド、制作:1983年）、映画になったために、後世への文化的影響力を持ち続けている。
シンガー自身の宗教との向き合い方は複雑だった。正統派のユダヤ教に絆を感じつつも、自分自身を懐疑論者かつ個人主義者と見なしていたからである。彼自身の思想は最終的に「私的神秘主義」と彼が呼ぶものに変遷した。「なぜなら神は完全に不可知で永遠に何も語らないので、人が想定するどんな特徴でも持っているだろうからだ」と彼は語った。
1978年にノーベル文学賞を受けてからは、世界中の文学者の間で不滅の名声を獲得した。むしろ、イディッシュ作家からの評価よりも、非ユダヤ人からの評価のほうが高い。しかし、しばしば性的な話題を取り上げたため、敬虔なユダヤ教徒からは顰蹙を買うこともあった。
1991年、脳卒中のためフロリダ州マイアミで病死した。彼は「動物にとって、毎日がトレブリンカだ」と述べており、亡くなるまでの35年間、熱心な菜食主義者としても知られた。

## 作品（邦訳を中心に）
長篇小説
- 『ルブリンの魔術師（ヘブライ語版）』日本語版(以下略) 大崎ふみ子訳、吉夏社、2000年

『フォルヴェルツ』連載, 1959年、英訳版, 1960年
- 『奴隷（英語版）』(英訳版, 1962年) 。井上謙治訳、河出書房新社、1975年
- 『愛の迷路』(英訳版, 1972年) 。田内初義訳、角川書店、1974年／改題『敵、ある愛の物語』角川文庫、1990年
- 『ショーシャ（英語版）』(英訳版, 1978年) 。大崎ふみ子訳、吉夏社、2002年--自伝風作品
- 『悔悟者（英語版）』 大崎ふみ子訳、吉夏社、2003年

『フォルヴェルツ』連載, 1973年、イディッシュ語版, 1974年、英訳版, 1983年
- 『罠におちた男』(英訳版, 1991年) 。島田太郎訳、晶文社、1995年
- 『メシュガー』 大崎ふみ子訳、吉夏社、2016年

『フォルヴェルツ』連載, 1981-82年、英訳版, 1994年--『ショーシャ』の続編的作品
- 『モスカット一族』大﨑ふみ子訳、未知谷、2024年
- 『ゴライの悪魔』大﨑ふみ子訳、未知谷、2025年--処女長篇

短編小説・作品集
- 『短かい金曜日』邦高忠二訳、晶文社、1971年
- 『羽の冠』(英訳版, 1973年) 田内初義訳、新書館、1976年
- 『愛のイエントル』邦高忠二訳、晶文社、1984年
- 『カフカの友と20の物語』村川武彦訳、彩流社、2006年
- 『タイベレと彼女の悪魔』大崎ふみ子訳、吉夏社、2007年
- 『父の法廷』桑山孝子訳、未知谷、2009年
- 『不浄の血　アイザック・バシェヴィス・シンガー傑作選』西成彦訳、河出書房新社、2013年

児童文学
- 『どれいになったエリア』猪熊葉子訳、福音館書店、1971年
- 『ワルシャワで大人になっていく少年の物語』金敷力訳、新潮社、1974年
  - 『よろこびの日 ワルシャワの少年時代』工藤幸雄訳、岩波少年文庫、1990年--上記の改訳
- 『メイゼルとシュリメイゼル 運をつかさどる妖精たちの話』木庭茂夫訳、冨山房、1976年
- 『ヘルムのあんぽん譚』関憲治訳、篠崎書林、1979年
- 『やぎと少年（英語版）』工藤幸雄訳、岩波書店、1979年

モーリス・センダック 絵、のち新装版・岩波世界児童文学集、2003年
- 『お話を運んだ馬』工藤幸雄訳、岩波少年文庫、1981年、のち改版
- 『まぬけなワルシャワ旅行』工藤幸雄訳、岩波少年文庫、1983年、のち改版
- 『ばかものギンペルと10の物語』村川武彦訳、彩流社、2011年

## 評伝・研究
- クライヴ・シンクレア『ユダヤ人の兄弟　アイザック・B・シンガーとその兄』 井上謙治訳、晶文社、1986年
- 広瀬佳司『アウトサイダーを求めて　I・B・シンガーの世界』旺史社、1991年
- イスラエル・ザミラ『わが父 アイザック・B・シンガー』 広瀬佳司訳、旺史社、1999年
- 大崎ふみ子『アイザック・B・シンガー研究　二つの世界の狭間で』吉夏社、2010年